# Первая конголезская война
Первая конголезская война — война 1996—1997 годов, в ходе которой поддерживаемые Угандой и Руандой повстанцы во главе с Лораном Кабилой свергли президента Заира Мобуту. После того, как повстанцы заняли столицу Киншасу, Заир был переименован в Демократическую Республику Конго.

## Предпосылки

### Внутренний кризис в Заире
Этнический нгбанди Мобуту пришёл к власти в Конго в 1965 году и пользовался поддержкой со стороны правительства США из-за своих антикоммунистических взглядов. Однако его авторитарное правление поставило Заир на грань распада, о чём свидетельствует снижение ВВП страны на 65 % с 1960 по 1997 год. После окончания холодной войны США перестали поддерживать Мобуту, переключившись на помощь тем, кого называли «новым поколением африканских лидеров», включая Кагаме в Руанде и Мусевени в Уганде.
Волна "демократизации" прокатилась по всей Африке в течение 1990-х годов. Под существенным внутренним и внешним давлением Мобуту обещал населению реформы. Он официально ликвидировал однопартийную систему, которую поддерживал с 1967 года, но, в конечном счёте, отказался от идеи масштабных реформ, оттолкнув от себя последних союзников как дома, так и за рубежом. Экономика Заира находилась в руинах, население по сути вернулось к натуральному хозяйству. Национальная армия Заира (НАЗ), лишённая жалованья, фактически занялась преступной деятельностью, похищая людей и требуя выкуп. Сам Мобуту якобы однажды заявил в интервью газете «Франкфуртер Альгемайне»: «Зачем платить солдатам, когда им предоставлено оружие?!».
Учитывая слабость центрального правительства, в восточных провинциях Заира стали скапливаться повстанческие группы. Оппозиция включала в себя левых, провозглашавших себя последователями Патриса Лумумбы, а также этнические и региональные меньшинства, выступавшие за расширение автономии провинций. Их лидером стал Лоран-Дезире Кабила, этнический луба из провинции Катанга, в прошлом поднимавший сепаратистские мятежи, и пребывавший в конфликте с режимом Мобуту с момента его установления. Неспособность режима Мобуту справиться с повстанческими движениями в восточных провинциях в конечном итоге позволила им объединиться.

#### Этническая напряженность
Напряжённость между различными этническими группами в восточной части Заира существовала в течение многих столетий, особенно между земледельцами Заира и полукочевыми тутси, которые мигрировали из Руанды в разное время. В дополнение к тутси, которые были родом из восточной части Конго, значительная их часть оказались на востоке Заира в период бельгийской колонизации и после установления правления хуту в Руанде в 1959 году.
Все тутси, мигрировавшие в Заир до независимости Конго в 1960 году, стали именоваться «баньямуленге» — «из Муленге», — и были гражданами Заира. Тутси, которые иммигрировали в Заир после обретения независимости, стали именоваться «баньяруанда», при этом баньямуленге их зачастую считали чужаками.
После прихода к власти в 1965 году Мобуту предоставил политическую власть на востоке баньямуленге, рассчитывая, что они как меньшинство будут жестко подавлять возможную оппозицию. Это усугубило этническую напряженность, что проявилось в ряде акций. С 1963 по 1966 этнические группы хунде и нанде в Северном Киву развязали борьбу против руандийских эмигрантов — как тутси, так и хуту,— что вылилось в масштабную резню.
В 1981 году Заир принял ограничительный закон о гражданстве, который лишал баньямуленге и баньяруанда гражданства и, тем самым, всех политических прав. С 1993 по 1996 годы молодежь народов нунде, нанде и ньянга регулярно подвергалась нападениям со стороны баньямуленге, что привело к 14 000 смертей. В 1990 году парламент Заира потребовал от мигрантов из Руанды и Бурунди вернуться в страны их происхождения, в том числе баньямуленге. В ответ баньямуленге установили контакты с Руандийским патриотическим фронтом (РПФ) — повстанческим движением тутси в Уганде и Руанде, — в начале 1991 года.

#### Геноцид в Руанде
Решающим событием в кризисе режима Мобуту стал геноцид в Руанде, приведший к массовому исходу беженцев. Во время 100-дневного геноцида сотни тысяч тутси и их сторонников были убиты отрядами хуту. Геноцид прекратился, когда правительство хуту в Кигали было свергнуто повстанцами-тутси РПФ.
Из тех, кто бежал из Руанды в период геноцида, около 1,5 млн поселились в восточной части Заира. Среди них были как обычные беженцы тутси, так и ополченцы хуту (интерахамве), бежавшие из Руанды из страха мести со стороны тутси.
Интерахамве создали лагеря в восточной части Заира, из которых нападали как на вновь прибывших из Руанды тутси, так и на баньямуленге и баньяруанда. Эти нападения были причиной около ста смертей в месяц в течение первой половины 1996 года. Кроме того, вновь прибывшие боевики были намерены вернуться к власти в Руанде и начали совершать вылазки против нового режима в Кигали. Мобуту не подавлял интерахамве, а напротив, стал снабжать их оружием для вторжения в Руанду, вызвав враждебность Кигали и ненависть со стороны тутси на востоке страны. Кроме того, Мобуту активно поддерживал ангольских повстанцев УНИТА, что вызывало недовольство Анголы. В итоге против Мобуту сформировалась коалиция из повстанцев внутри страны и враждебных соседей извне.

### Восстание баньямуленге

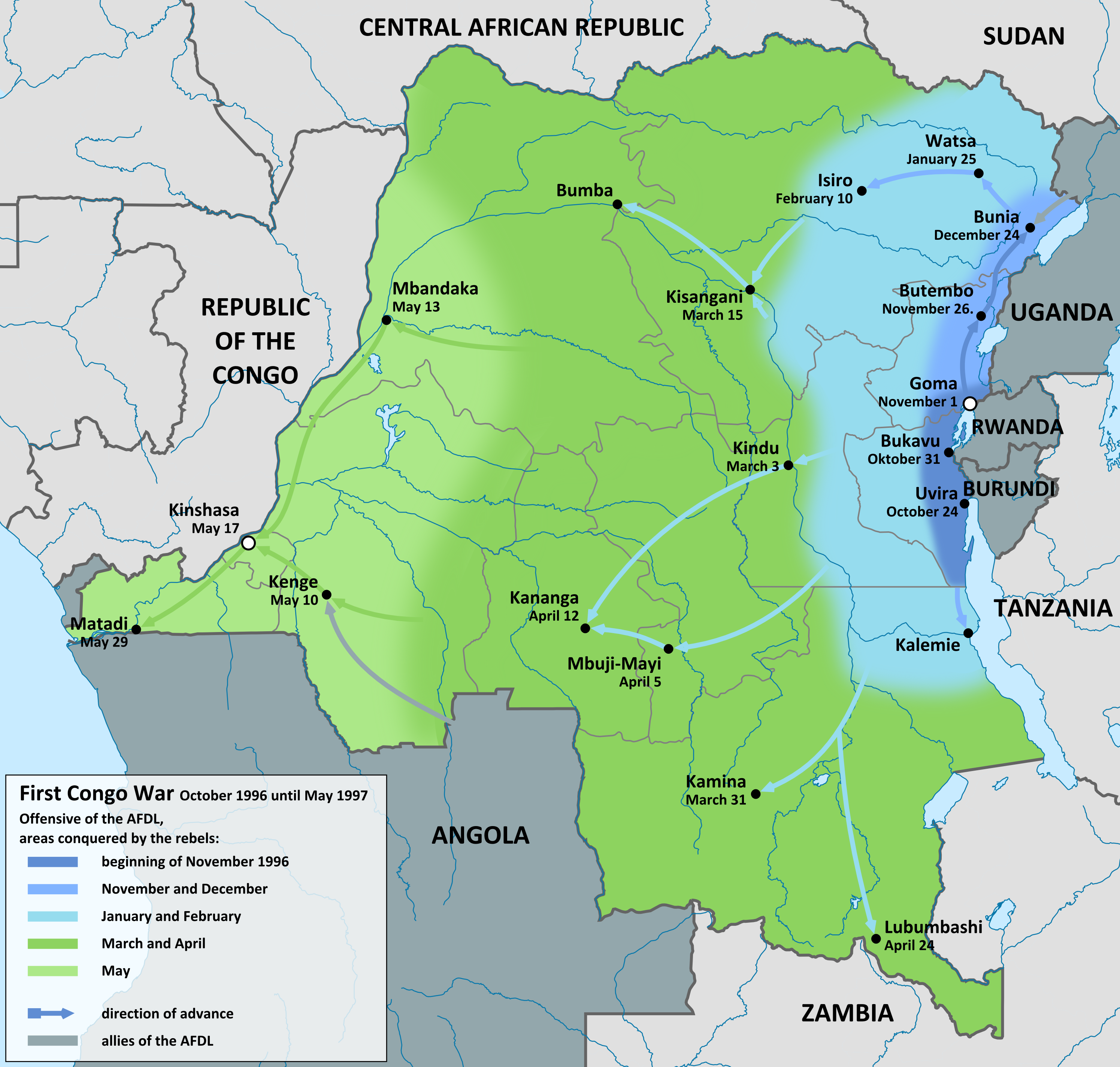
Распространение гражданской войны на запад, октябрь 1996 — май 1997 годов.

Учитывая обострение межэтнической напряжённости и отсутствие государственного контроля на востоке, Руанда решила принять меры против угроз, исходящих оттуда. Правительство в Кигали в начале 1995 года начало формирование боевых отрядов тутси для действий в Заире. Поводом для начала боевых действий послужила перестрелка между руандийскими боевиками и заирскими "зелёными беретами". 31 августа 1996 года началось так называемое «Восстание баньямуленге». Президент Уганды Йовери Мусевени, поддержавший Руанду в конфликте с Заиром, позднее вспоминал, что восстание было спровоцировано заирскими тутси, которые были завербованы Силами обороны Руанды (СОР).
Первоначальной целью восстания было захватить власть в провинции Восточное Киву и бороться с экстремистами хуту. Однако в итоге бунт вылился в масштабное восстание против поддерживавшего хуту конголезского режима Мобуту.
Баньямуленге и ополченцы не-тутси объединились в Альянс демократических сил за освобождение Конго (АДСЗОК) под руководством Лорана-Дезире Кабилы, который долгое время был противником Мобуту и лидером одной из трёх основных повстанческих групп, основавших АДСЗОК. При этом ключевую роль в создании и укреплении АДСЗОК сыграла Руанда.

## Участники конфликта

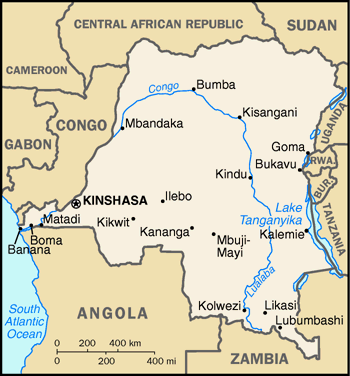
Заир, 1996.

### Руанда
По данным наблюдателей, а также президента Руанды Поля Кагаме, Руанда была самым активным участником конфликта в Заире. Она инициировала формирование АДСЗОК и послала свои войска в помощь повстанцам. Причём первоначальные цели обеспечить безопасность собственного режима руандийцы вскоре видоизменили. Кагаме заявил, что агенты Руанды обнаружили планы вторжения в Руанду отрядов хуту при поддержке Мобуту. Таким образом руандийцы вторглись в Заир, чтобы уничтожить лагеря подготовки боевиков хуту.
Второй целью, которую преследовал Кагаме, было свержение Мобуту. Очевидно, что он рассчитывал создать марионеточный режим в Киншасе. На международном уровне действиям Кагаме способствовала молчаливая поддержка США, которые видели в нем представителя «нового поколения африканских лидеров».
Тем не менее, истинные намерения Руанды не до конца понятны. Некоторые авторы предположили, что ликвидация лагерей беженцев была средством пополнения сильно сократившегося после геноцида населения Руанды. Вмешательство могло быть также мотивировано местью: так, СОР и АДСЗОК расстреливали отступавших беженцев хуту в нескольких известных случаях. Часто упоминается в научной литературе и мнение, что Кагаме рассчитывал укрепить собственный режим победоносным вторжением в Заир, чтобы показать себя «защитником тутси».
Наконец, существует вероятность, что Руанда питала амбиции аннексировать части востока Заира. Пастёр Бизимунгу, президент Руанды в 1994—2000 годах, представил тогдашнему послу США в Руанде Роберту Гриббину идею «Великой Руанды». Эта идея подразумевала, что древнее государство Руанда включало в себя часть восточной части Заира, которая должна быть возвращена Руанде. Однако похоже, что Руанда никогда всерьез не пыталась аннексировать эти территории. История конфликта в Конго часто ассоциируется с нелегальной эксплуатацией ресурсов, однако Руанда ничего не выгадала из вторжения в Заир в финансовом смысле.

### Уганда
Как близкий союзник РПФ Уганда также играла важную роль в Первой конголезской войне. Видные члены РПФ воевали вместе с Мусевени в гражданской войне в Уганде, которая привела его к власти, и Мусевени разрешил РПФ использовать Уганду в качестве базы во время наступления 1990 года против правительства хуту в Руанде и последующей гражданской войны. Учитывая их исторические связи, правительства Мусевени и Кагаме работали в тесном сотрудничестве в течение всей войны в Заире. Угандийские солдаты присутствовали в Заире на протяжении всего конфликта, и Мусевени помогал Кагаме и АДСЗОК.
Подполковник Джеймс Кабаребе из АДСЗОК, например, был бывшим членом Национальной армии сопротивления Уганды — военного крыла повстанческого движения, которое привело Мусевени к власти, а французская и бельгийская разведки сообщили, что 15 000 подготовленных в Уганде тутси сражались за АДСЗОК.

### Ангола
Ангола оставалась на обочине конфликта до 1997 года, но её вступление в войну значительно увеличило силу коалиции против Мобуту. Правительство Анголы решило действовать прежде всего через «tigres» — частей,  сформированных из потомков ополченцев Катанги, изгнанных из Заира. Луанда также развернула против Заира регулярные войска, поскольку Мобуту поставлял оружие повстанцам УНИТА.

### УНИТА
Из-за своих связей с правительством Мобуту УНИТА также приняла участие в войне и воевала бок о бок с Вооруженными силами Заира.

### Другие участники
Бурунди, где пришло к власти правительство, лояльное тутси, поддержала Руанду и Уганду в войне в Заире, но оказала лишь ограниченную военную поддержку. Замбия и Зимбабве также оказали некоторую помощь повстанческому движению. Кроме того, Эритрея, Эфиопия и повстанцы Южного Судана морально и материально выступили против Мобуту. Мобуту же, кроме УНИТА, получил некоторую помощь из Судана, которому он помогал бороться с повстанцами, хотя точная сумма помощи остается неизвестной. Заир также вербовал иностранных наемников в африканских и европейских странах.

## Ход войны

### 1996
24 октября 1996 года повстанцы взяли город Увира, а 1 ноября — Гому. При активной поддержке из Руанды и Уганды АДСЗОК Кабилы к 25 декабря 1996 года сумел захватить 800х100 км территории вдоль границы с Руандой, Угандой и Бурунди. Эта оккупация временно удовлетворила потребности повстанцев, поскольку дала им власть на востоке Заира и позволила защитить себя от интерахамве. Кроме того, Руанда и Уганда парализовали деятельность боевиков хуту на востоке Заира. В итоге в войне наступило некоторое затишье, которая длилось до тех пор, пока в феврале 1997 года в войну не вступила Ангола.
В течение этого времени Руанда смогла уничтожить лагеря беженцев и начать насильственную репатриацию хуту в Руанду. Во время этого процесса руандийские солдаты совершили ряд нападений на безоружных хуту. Истинные масштабы злоупотреблений неизвестны, Международная амнистия дает цифру в 200 000 убитых руандийских беженцев хуту.

### 1997
Вступившие в войну ангольцы потребовали отстранения Мобуту от власти: только такой исход войны был им выгоден. Кагаме объяснял продолжение войны и поход на Киншасу тем, что Мобуту стал активно вербовать иностранных наемников, что в итоге могло угрожать безопасности Руанды. Так, в боях за Валикале против повстанцев сражались сербские наемники.
С возобновлением войны у Мобуту практически не было шансов удержаться у власти. Его армия была в руинах, а продвижение повстанцев Кабилы сдерживали лишь климат и отсутствие дорог.
15 марта 1997 года повстанцы захватили Кисангани, 5 апреля — Мбужи-Майи (алмазную столицу страны), а 9 апреля — Лубумбаши, где разместили свою ставку.
По мере продвижения повстанцев к Киншасе были предприняты попытки со стороны международного сообщества договориться об урегулировании. Однако АДСЗОК не воспринимал перспективу переговоров всерьез, хотя и принял в них участие, чтобы избежать международной критики. Правительственным войскам не удалось организовать даже оборону столицы, в мае повстанцы уже были на окраине Киншасы.
16 мая 1997 года многонациональная армия во главе с Кабилой вступила в Киншасу. Мобуту бежал в Марокко, где и умер 7 сентября 1997 года.
17 мая Кабила объявил себя президентом и вновь переименовал Заир в Демократическую Республику Конго.

## Последствия
Новое конголезское государство во главе с Кабилой оказалось весьма похожим на Заир Мобуту. Экономика оставалась в состоянии крайнего упадка и приходила в еще больший упадок в условиях коррупции. Кабила не смог создать сильное правительство. Вместо этого он начал энергичную кампанию по централизации власти, в результате чего возобновились конфликты с меньшинствами на востоке, которые требовали автономии.
Кабила также стал рассматриваться многими[кем?] как марионетка иностранных режимов, которые привели его к власти. Чтобы противостоять этому образу и увеличить внутреннюю поддержку, он начал выступать против своих бывших союзников. Это привело к изгнанию всех иностранных войск из страны 26 июля 1998 года, однако настроило против Кабилы соседей Демократической Республики Конго.
Разрешить межэтнические противоречия не удалось. На востоке власть правительства по-прежнему оставалась минимальной. Репатриация тутси в Руанду только усугубила ситуацию внутри Руанды, и на востоке Демократической Республики Конго вновь открылись лагеря беженцев и лагеря подготовки боевиков. В первые дни августа 1998 года две бригады новой конголезской армии начали антиправительственный мятеж в тесном сотрудничестве с Руандой и Угандой. Это положило начало Второй конголезской войне.